# Hypsugo pulveratus
Hypsugo pulveratus là một loài động vật có vú trong họ Dơi muỗi, bộ Dơi. Loài này được Peters mô tả năm 1870.